# 吉姆·德敏特
詹姆士·華倫·“吉姆”·德敏特（英語：James Warren "Jim" DeMint，1951年9月2日—），美國共和黨政治家，2005年起擔任南卡羅來納州參議員。於1995年至2005年為南卡羅來納州第4選區眾議員。德敏特被認為是參議院內立場最保守的參議員。2013年1月辭職，接替艾德溫·佛訥擔任保守派智庫美國傳統基金會的主席，由黑人蒂姆·斯科特接任，成為國會兩名黑人參議員之一。